# 석지
석지 (石祗, ? ~ 351년, 재위：350년 ~ 351년)는 중국 오호 십육국 시대 후조(後趙)의 제7대의 황제이다. 시호나 묘호는 받지 못하였다.

## 생애
석지는 석호(石虎)의 서자로 신흥왕(新興王)에 책봉되었다. 349년에 석감(石鑒)이 즉위하고 석민(石閔)이 실권을 장악하자 양국(襄國)에서 요익중(姚弋仲), 포홍(蒲洪) 등과 연합하여 반란을 일으켰다.
350년에 석감이 폐위되고 석민(후에 염민冉閔으로 개명)이 염위(冉魏)를 건국하자 석지는 양국에서 황제에 즉위하였다. 6월에는 염민에 반대하는 여러 이민족 세력을 규합하여 석민을 공격하였으나 크게 패하였으며 10월에는 염민에게 수도를 포위당하였다.
석지는 351년에 황제 칭호를 폐지하고 조왕(趙王)을 자칭하며 전연(前燕)에 구원군을 청하였으며 2월에 염민의 포위군을 격파하였으나 염민에게 매수된 부하 유현(劉顯)에게 살해당해 후조가 멸망하였다.
| 전임 형 의양왕 석감 | 제7대 후조의 황제 350년 ~ 351년 | 후임 (후조 멸망) (사실상) 유현 |